# Armée des volontaires du Front Uni
L'Armée des volontaires du Front Uni est un mouvement national-révolutionnaire japonais affilié à la mouvance Minzokuha et est connu pour ses activités radicales.
L'origine de l'armée de volontaires est de "juger les crimes nationaux de l'Amérique du côté japonais". Le mouvement tient une ligne nationaliste japonaise et fortement anti-américaine. On dit qu'il a prôné la première "journée anti-américaine" en tant que faction ethnique. On dit que c'était une organisation affiliée à Issuikai.
Il existe une succursale dans la préfecture de Hyogo sous le nom de district du Kansai. Le slogan est "Patriotisme anti-américain, indépendance indépendante! Démantelez les forces d'autodéfense, créez une armée nationale!"

## Histoire
Le 9 août 1981 , l'« Armée des Volontaires du Front Uni Anti-Soviétique » a été formée, et le 23 septembre, elle a été rebaptisée « Armée des Volontaires du Front Uni ». De jeunes militants tels que le Comité des jeunes pour la reconquête des territoires du Nord, Issuikai , Dainihon Koshinjuku , et Nippon Ukoku Doshikai se sont unis autour de pour créer un nouveau mouvement qui transcende les cadres existants.
Le mouvement prône le renversement du régime d'après-guerre et adopte le slogan de « patriotisme anti-américain, salut anti-soviétique, autodétermination nationale, anti-autorité ».
En juillet 2011 , le président de l'organisation Hariya a établi un "réseau d'énergie antinucléaire du côté droit" en tant que représentant et a lancé des manifestations antinucléaires En novembre, le Comité central des forces volontaires du Front uni s'est rendu au Ministère de l'économie, du commerce et de l'industrie et lui a demandé de s'abstenir de retirer les villages de tentes dénucléarisés,. Il a également visité un village de tentes dénucléarisé et a eu une conversation avec Takaya Shiomi , ancien président de la Fraction de l'Armée rouge (ja).